# Castelvenere
Castelvenere ("R' Viennr" in dialetto castelvenerese) è un comune italiano di 2 340 abitanti della provincia di Benevento in Campania.

## Geografia fisica

### Territorio
Il territorio comunale confina a nord-est con Guardia Sanframondi; a ovest con Telese Terme e San Salvatore Telesino; a sud con Solopaca; a nord-ovest con San Lorenzello. È attraversato dal fiume Calore e dal torrente Seneta.
Fa parte della Valle Telesina, sorge a 119 m s.l.m. ed è suddiviso in quattro contrade: Foresta, Marraioli, Tore e Petrara.

## Origini del nome

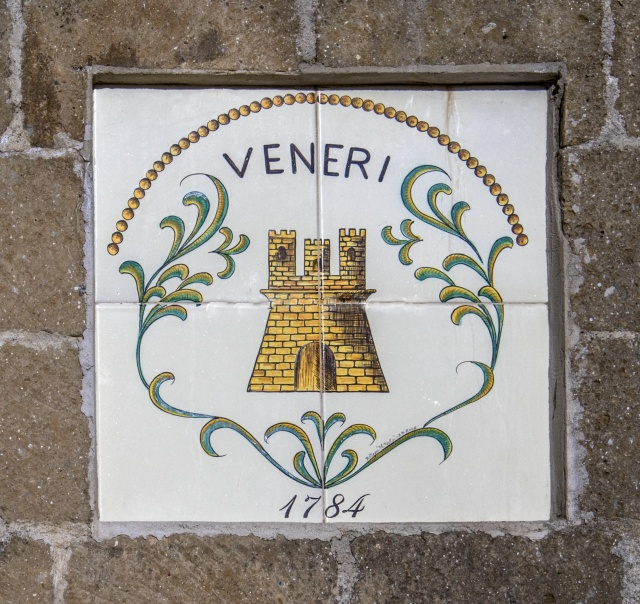

Il nome originario del comune era Véneri, forse perché nella zona vi era un tempio dedicato alla dea Venere. Solo nel XIV secolo è citato con il nome di Castrum Veneris.
Il termine "Vieneri" risalirebbe al 1308. Contenuto nelle "Rationes decimarum" del monastero di San Salvatore, il nome del casale comparirebbe regolarmente nelle numerazioni del periodo compreso tra il 1542 e il 1669.
Nel 1638 il nome "Castiel Venere" si riscontra nel tavolario Giampiero Gallarano e viene usato per descrivere il castello costruito dalla famiglia Monsorio. Inoltre, varie fonti datate dal 1671 al 1807, attribuiscono al casale i nomi "Veneri", "Castel Veneri" e "Castello Venere".
Nel 1811 la parola "Castelvenere" è citata, definitivamente, all'interno del "Decreto per la nuova circoscrizione delle quattordici province del Regno di Napoli".

## Storia

### Dall'età feudale all'unità d'Italia
Dal 1151 al 1460 è feudo della famiglia Sanframondo, di origine normanna; successivamente invece è possedimento dei Monsorio.
Nel 1532 conta trentasei famiglie che diventano settanta alla fine del Cinquecento.
Nel 1638, dopo un'attenta valutazione del feudo, viene acquistato da Lelio Carfora, governatore di Cerreto Sannita, per conto della famiglia Carafa.
Nella valutazione o "apprezzo" del feudo del 1638 si viene a sapere che Castelvenere "sta edificato su luogo piano, fortissimo di muraglia, con fossi attorno, di maniera che dalla parte di tramontana sta eminente, per esservi un vallone sotto, per dove scorrono le acque del paese; s'entra per una porta con ponte levatoio dalla parte occidentale, dove si trova una bella strada dritta, di conveniente larghezza, spartita in vichi da una parte e dall'altra". Il feudo fu valutato 10 520 ducati.
Il terremoto del 5 giugno 1688 danneggia il paese.
Dal 1861 fa parte della provincia di Benevento.

### Dall'unità ad oggi
Nel 1898 vengono fatti degli scavi che portano alla luce un insediamento palafittico.
Oltre alla palafitta, lunga 25 metri, larga 14 e poggiante su 99 pali conficcati verticalmente nel terreno, vengono ritrovati anche ossa di muflone, nuclei e punte silicee appartenenti all'età del ferro.
Il 9 ottobre 1943, nei pressi della chiesa Santa Maria della Foresta, tre contadini vengono barbaramente uccisi da soldati nazisti.
Il 18 febbraio 1999 Cicciano si gemella con Castelvenere. Il patto viene firmato con una delegazione di ciccianesi guidata dal sindaco e dal parroco accolta solennemente dai corrispettivi di Castelvenere, i quali ricambiano la visita il 21 febbraio.
Nel 2002, anno di celebrazione del quattordicesimo centenario della nascita di san Barbato, avviene anche il gemellaggio tra Castelvenere e Xewkija (isola di Gozo, Malta).
Nel 2013 il comune di Castelvenere costituisce l'unione dei comuni "Città Telesina" insieme ai comuni di Amorosi, San Salvatore Telesino, Solopaca e Telese Terme.
Nel 2019 Castelvenere è "Città Europea del Vino" grazie al progetto "Sannio Falanghina - Città Europea del vino", condiviso con i comuni di Guardia Sanframondi, Solopaca, Sant'Agata dei Goti e Torrecuso.

### Simboli
Lo stemma e il gonfalone sono stati concessi con DPR n. 648 del 23 gennaio 1984.
Il gonfalone è un drappo di rosso.

## Monumenti e luoghi d'interesse

### Architetture religiose
- Chiesa di San Nicola, occupa parte della centralissima Piazza San Barbato. Insieme alle altre due chiese del paese, fa parte della Diocesi Cerreto Sannita - Telese - Sant'Agata de' Goti.[17]
- Chiesa Madonna della Seggiola, progettata nel 1899, la struttura nasce nel luogo in cui, nel 1898, fu ritrovata l'antica palafitta.[4]
- Chiesa di Santa Maria della Foresta, è situata in contrada Foresta e, secondo gli storici, ha origine da un Tempio Basiliano. Come riporta la tradizione, nel 602 vi nacque San Barbato, vescovo di Benevento e patrono di Castelvenere che la comunità festeggia il 19 febbraio e l'8 maggio (San Barbato di penitenza).[4]

### Architetture civili
- Torre Angioina, si trova nel centro storico di Castelvenere, nella parte più antica del borgo medioevale, a pochi passi dalle cantine tufacee, da Piazza Mercato e dal teatro comunale. Crollata nel maggio 2006, viene ricostruita e riconsegnata ai cittadini e ai turisti nel 2016.[18]

- Cantine tufacee, sono scavate nel suolo tufaceo sottostante Via Mulino. Le cavità vengono realizzate in età rinascimentale per estrarre il tufo grigio, e poi ampliate e modificate per l'uso come cantine. Attualmente sono parte di un percorso turistico.[19]

Ancora oggi la leggenda narra che nelle cantine tufacee si riunissero le streghe.

### Aree naturali
- Parco Rascolagatti, esteso per circa 10 ettari, il parco si trova nei pressi del cimitero di Castelvenere, lungo la strada statale 87 Sannitica che collega Castelvenere con Telese Terme; solitamente accoglie cittadini e turisti il lunedì in Albis di ogni anno, giorno in cui si tiene la tradizionale "scampagnata vennerese". Durante la manifestazione si può degustare anche la "scarpella", piatto tipico sannita riconosciuto ufficialmente tra i prodotti agroalimentari tradizionali (PAT).[21]

Il nome "Rascolagatti" deriverebbe da una specie erbacea presente in enorme quantità (Smilax aspera, volgarmente detta Stracciabraghe).

## Società

### Evoluzione demografica
La popolazione residente è di 2 652 abitanti, pari a 918 famiglie (dati Istat 2017).
Nel 2016 gli abitanti erano: 2 624. Nel 2010: 2 562. Nel 2001: 2 621.
Abitanti censiti

## Cultura

### Musei

#### Museo delle tradizioni contadine
Via Mulino ospita anche il Museo delle tradizioni contadine, una delle cantine più caratteristiche del borgo medievale in quanto si snoda per decine di metri e, scendendo in profondità, è presente una sorgente d'acqua.
Il museo raccoglie oggetti, utensili, strumenti, attrezzi e vecchie macchine per la lavorazione dell'uva e la conservazione del vino.

## Economia
L'economia del paese è quasi tutta incentrata sulla coltivazione delle viti e sulla produzione di vini, anche grazie alle diverse aziende vitivinicole che si occupano principalmente di promuovere il territorio commercializzando soprattutto Barbera, Falanghina ed Aglianico.
Recenti ricerche hanno puntato i riflettori sul locale vitigno Camaiola, il "barbera che barbera non è". È dell'aprile 2019, infatti, la notizia secondo cui è stato avviato l'iter per l'iscrizione del Camaiola al Registro nazionale delle varietà di vite e di uve da vino. A maggio 2021 "manca solo la pubblicazione del decreto del ministero delle Politiche Agricole" mentre "sarà sempre compito del Consorzio" Sannio Tutela Vini "procedere con tutte le procedure successive alla registrazione del vitigno, per fare in modo che presto sulle bottiglie si possa vedere scritto Camaiola".
Considerato il "comune più 'vitato' del Centro Sud (rapporto tra superficie coltivata con vitigni e superficie totale)", nel 2013 Castelvenere ha vinto il premio come "miglior piano regolatore delle città del vino".

## Infrastrutture e trasporti
Il territorio comunale è attraversato dal vecchio percorso della strada statale 87 Sannitica Napoli-Campobasso-Termoli, dalla strada statale 372 Telesina
Caianello-Telese Terme-Benevento e dalla ferrovia Napoli-Foggia.

## Amministrazione
Cronologia dei sindaci di Castelvenere:
- Alessandro Di Santo (2021- in carica)
- Fiorentino Boniello (2020-2021)
- Mario Scetta (2016-2020)
- Alessandro Di Santo (2011-2016)
- Mario Scetta (2006-2011)
- Mario Scetta (2001-2006)
- Alessandro Di Santo (1997-2001)
- Alessandro Di Santo (1993-1997)
- Leucio Antonio Verrillo (1987-1993)
- Gaetano Boniello (1987-1987)
- Leucio Antonio Verrillo (1980-1987)
- Erino Eugenio Carlo (1970-1980)
- Leucio Antonio Verrillo (1964-1970)
- Erino Eugenio Carlo (1962-1964)
- Vincenzo Venditti (1949-1962)
- Cosimo Moccia (1946-1949)
- Pietro Martone (1944-1946)
- Cosimo Moccia (1944-1944)
- Goffredo Chiavelli (1936-1943)
- Umberto Biondi (1935-1936)
- Nicola Riccardi (1933-1935)
- Pietro Albanello (1932-1933)
- Salvatore Carlo (1932-1932)
- Francesco Salvi (1931-1931)
- Luigi Di Santo (1930-1931)
- Salvatore Di Santo (1929-1930)
- Giuseppe Venditti (1928-1929)
- Salvatore Di Santo (1926-1928)
- Cosimo Moccia (1915-1926).
- Leopoldo Ferrigni (1912-1914)
- Giuseppe Venditti (1909-1912)
- Domenico Verrillo (1908-1909)
- Raffaele Romanelli (1902-1907)
- Leopoldo Ferrigni (1900-1902)
- Angelo Michele Ferri (1898-1900)
- Leopoldo Ferrigni (1889-1898)
- Raffaele Romanelli (1888-1889)
- Eliseo D'Onofrio (1887-1888)
- Francesco Guarnieri (1878-1887)
- Giustino De Simone (1878-1878)
- Donato Ciabrelli (1876-1878)
- Giuseppe D'Orsi (1872-1876)
- Filippo Simone (1867-1871)
- Cosimo Moccia (1864-1867)
- Domenico Ferrigni (1864-1864)
- Salvatore D'Onofrio (1860-1863)
- Vincenzo Romanelli (1856-1860)
- Michele Martone (1850-1856)
- Massimo D'Onofrio (1846-1850)
- Michele Martone (1844-1846)
- Giuseppe Ferrigni (1841-1844)
- Pietro Simone (1838-1841)
- Antonio Riccio (1831-1838)
- Michelangelo Nicola Simone (1830-1831)
- Nicola Verrillo (1830-1830)
- Gaetano Di Santo (1829-1830)
- Pietro Simone (1827-1829)
- Vincenzo Romanelli (1823-1826)
- Salvatore Piazza (1818-1823)
- Barbato Martone (1815-1817)
- Vincenzo Romanelli (1813-1815)
- Gianbattista Riccio (1811-1812)
- Barbato Martone (1810-1811)
- Nunzio Romanelli (1809-1810)

### Gemellaggi
- Xewkija

### Altre informazioni amministrative
Fa parte della Comunità montana del Titerno, dell'Unione dei comuni Città Telesina e dell'Associazione Nazionale Città del Vino.

## Sport
Nel 2021 Castelvenere è attraversato dal Giro d'Italia come traguardo volante della tappa 8 Foggia-Guardia Sanframondi e tappa traguardo per la Maglia Ciclamino.